# Tramlijn 484 (NMVB)/Limburg

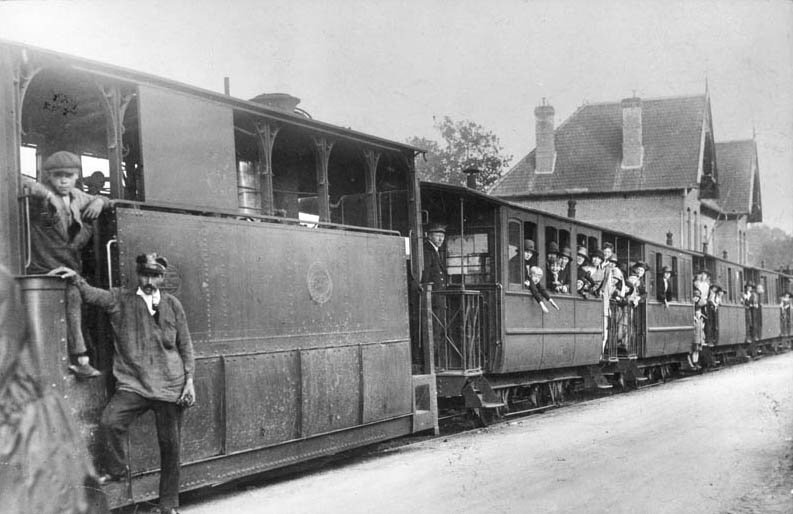
Tram op de Cannerweg

Tramlijn 484 oftewel tramlijn Glaaien – Maastricht is een verdwenen stoomtramlijn. Ze liep van de Belgische plaats Glaaien naar Maastricht in Nederland. De lijn liep door het Jekerdal, had een lengte van 22 kilometer en was van 1893 tot 1948 in werking. De Nationale Maatschappij van Buurtspoorwegen (NMVB) was eigenaar van de lijn en ze behoorde tot de groep Tongeren van deze maatschappij. In eerste instantie werd de lijn verpacht. Dit hield op in 1922, want toen nam de NMVB de exploitatie zelf in handen. De lijn werd bediend met stoomtrams.

## Voorgeschiedenis en financiering
Maastricht was per trein bereikbaar vanuit Aken in 1853, waarna er ook spoorverbindingen kwamen met Hasselt (1856), Luik (1861) en Venlo (1865). In 1864 kreeg Glaaien een station aan spoorlijn 34. In 1884 richtte de Belgische staat de NMVB op. Zij had de taak tramwegen aan te leggen waar geen spoorlijnen waren. Op 24 augustus 1891 keurde de Belgische koning de aanleg goed van de stoomtramlijn van Glaaien naar Kanne. Een maand later maakte de Belgische regering bekend 149.000 Frank subsidie te verschaffen voor deze 15,88 kilometer tramlijn. Dit stuk werd op 3 augustus 1892 voor 197.800 Frank aanbesteed. Op 1 september 1893 werd het geopend. 

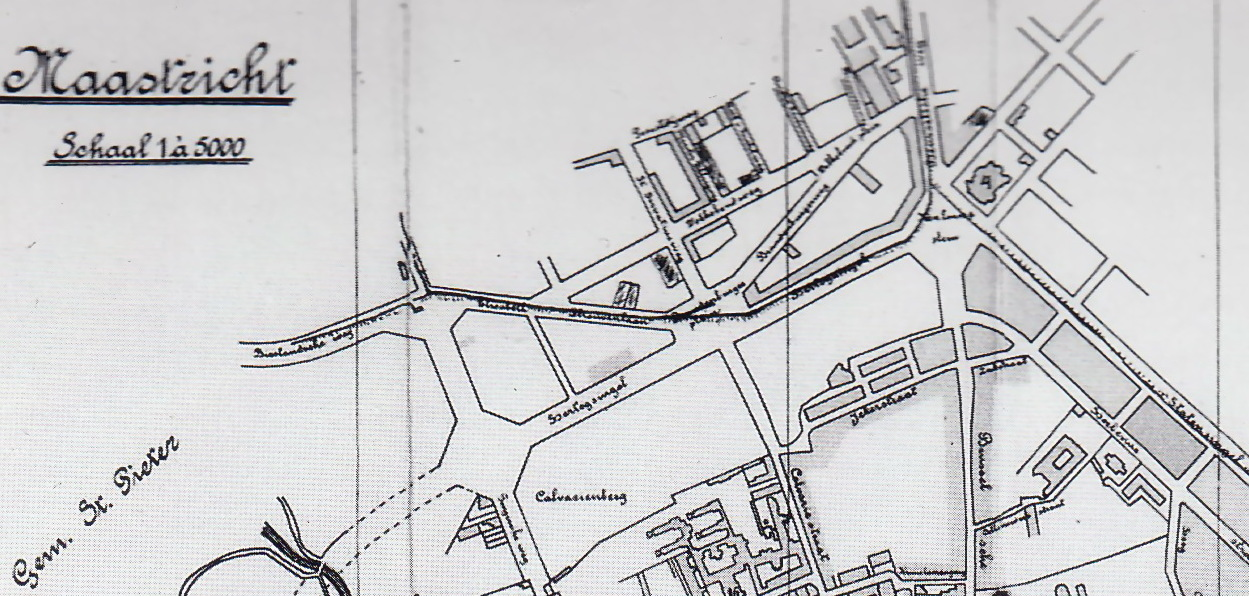
Tramlijnen ingetekend op plattegrond van westelijke rand van Maastricht in 1914

De NMVB sprak met de gemeente Maastricht af dat de gemeente de tramlijn aan zou leggen op Nederlands grondgebied en de NMVB zou zorgdragen voor de exploitatie en het onderhoud. De gedeputeerde staten van de Nederlandse provincie Limburg waren voorstander van het stuk tussen Kanne en Maastricht. Zij bepaalden dat er alleen stoomtrams mochten komen te rijden en dat de maximumsnelheid op Nederlands grondgebied tien kilometer per uur zou zijn. Op 27 oktober 1892 verschafte de Nederlandse provincie Limburg een lening van 20.000 gulden.  Het stuk op Nederlands grondgebied werd in zes maanden aangelegd voor 100.000 gulden onder leiding van de jonge ingenieur Zoetmulder. Aannemer van het Nederlandse stuk was A. Coolen uit Panheel. Na aanleg werd de lijn door Railways Économiques de Liège-Seraing et Extensions (RELSE) tot 1911 gepacht.

## Traject[3]
Noot: De hieronder genoemde straatnamen zijn de huidige en niet altijd de namen tijdens het bestaan van de tramlijn.
De lijn begon bij het tramstation aan de voorkant van Treinstation Glaaien. Op een steenworp ten zuiden hiervan stond de locomotievenloods. De lijn liep vervolgens over de Rue de la Paix naar het noorden. Via de Rue de la Chapelle, Rue de la Gare en Rue Saint-Laurent kwam de lijn bij de Pont Saint-Pierre over de Jeker. Vervolgens ging de lijn naar het oosten via de Rue Saint-Pierre en de Rue de la Dérivation, waar de doorgaande weg werd bereikt. In Rukkelingen boog de lijn naar het zuiden af over de Rue du Pont. Daarna ging ze verder op de rechteroever van de Jeker. De tramlijn gebruikte bij Bitsingen een remise, die hoofdzakelijk door tramlijn 581 in gebruik was. Bij Emael werd de Jeker weer overgestoken. Via de huidige veldweg Rue Wérihet kwam de tram op de hoofdweg. In Opkanne werd de hoofdweg gevolgd. In Neerkanne volgde een parcours met twee slingers: Over Oude Tramweg en Bejats en ten noorden hiervan was nog een slinger. In Nederland liep de lijn van begin tot eind van de Cannerweg. Na de oversteek van de Tongerseweg volgde het Cannerplein en de Elisabeth Strouvenlaan. Via de Hertogsingel kwam de tram bij het tramstation Brusselse Poort op het Koningin Emmaplein. De lijn liep vervolgens meteen ten noorden van de Statensingel en Frontensingel door naar spoorweggoederenstation Bosschpoort. 

### Aansluitingen voor goederen bij Boschpoort

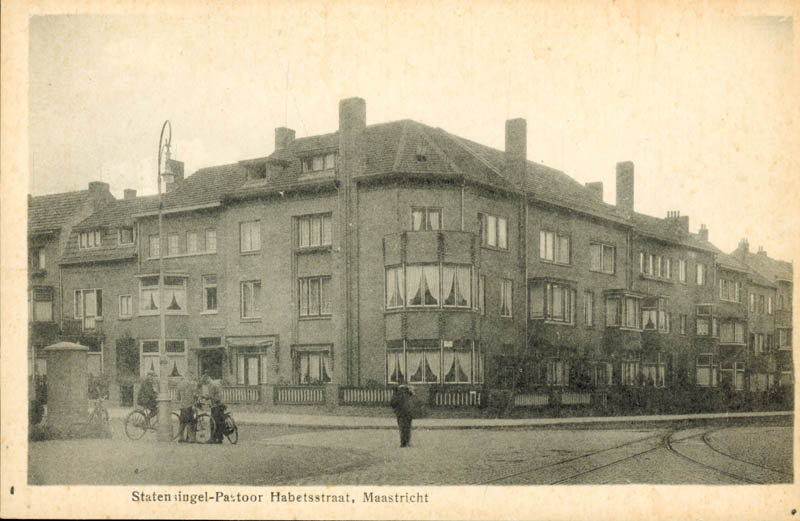
Tramrails richting Boschpoort vanaf Koningin Emmaplein

Bij Treinstation Maastricht Boschpoort waren er verschillende aansluitingen. Vanaf het begin hadden respectievelijk de aardewerkfabriek van C.V. Petrus Regout & Co. en de gasfabriek een aansluiting. Vanaf 1907 konden trams naar een loskade aan de Havenkom doorrijden om goederen van tram naar boten over te laden. In 1912 werd er ook een raccordement aangelegd naar brikettenfabriek Vesta. Deze fabriek werd jaren daarna een houthandel. In 1932 werd het tramspoor hierheen weer opgebroken. In 1928 kwam nog een verbinding gereed met de fabriek Sphinx-Limmel en de Papierfabriek. Tot slot in 1929 kwam via drierailig spoor een verbinding met de cokesfabriek Hollando-Belge.

## Ontwikkelingen tijdens exploitatie

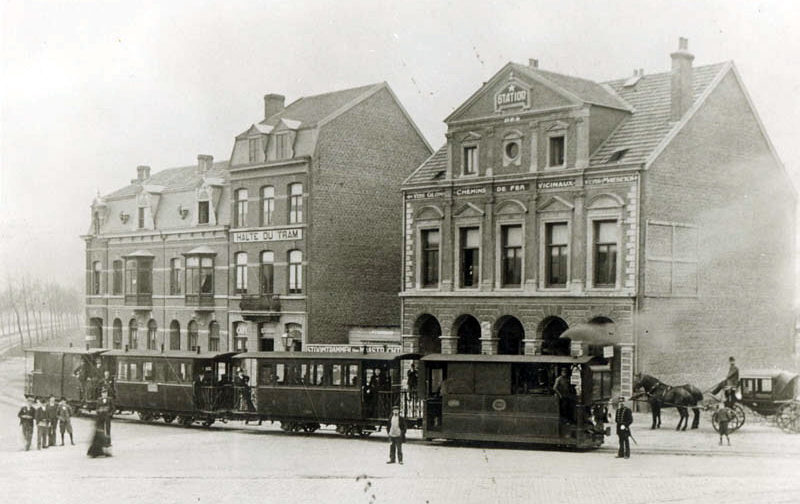
Tram bij het tramstation in Maastricht in 1900

Er werd begonnen met dagelijks zeven ritten beide kanten op. De ritduur bedroeg zo’n 90 minuten. De tram werd veel gebruikt door arbeiders en boeren uit het Jekerdal om naar Maastricht te reizen. Maastricht was een bloeiende industriestad. Spoedig werd de aanvankelijke dienstregeling uitgebreid. Op zondagen gingen veel Nederlanders naar de danszalen in België. De goederentrams vervoerden veel zand, grind, mergel en steenkool vanuit België naar Maastricht. Via deze wijze kon goedkoper steenkool aangevoerd worden dan via de Nederlandse spoorwegen.
In 1898 kwam tramlijn 485 gereed. Deze lijn verbond Maaseik met Maastricht en was in Maastricht verbonden met tramlijn 484. Het eindpunt van 485 was het tramstation aan het Koningin Emmaplein, net als de meeste personentrams uit Glaaien. Vanaf 1909 konden de trams op tramlijn 479 (Tongeren – Lanaken) bij Vroenhoven ook de grens over naar Maastricht. Een jaar later, in 1910 kwam van tramlijn 581 het traject Genk – Bitsingen gereed. Deze laatste lijn werd in de jaren erna van Bitsingen verlengt naar Herstal (1914) en verder naar Luik (1927). In 1912 kwam er bovendien een aftakking van Beurs naar de Steengroeve van Beurs.

### Aftakking naar de Maaskade

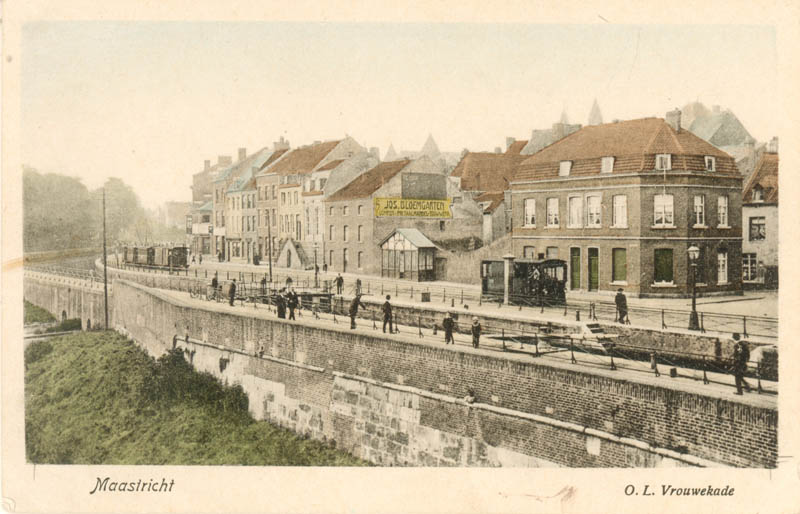
Trams bij de Maaskade gezien vanaf de Sint-Servaasbrug

In 1909 werd in Maastricht een nieuw traject aangelegd, zodat de Belgische trams de Maas konden bereiken. Dit traject begon bij halte Tongersepoort op het Cannerplein en liep juist langs de zuidelijke stadswallen om bij Vissersmaas net voor de Sint Servaasbrug te eindigen. De trams van de drie lijnen uit België (479, 484 en 485) naar Maastricht konden hierop rijden. Dit traject werd echter na zeven jaar, in 1916, alweer gesloten. Hierbij werd de brug over de Jeker weggehaald. De reden was dat de commandant van de Tapijnkazerne de trams verbood. Het eindpunt van de tramlijn 479 werd vervolgens halte Tongersepoort bij het Cannerplein. In 1924 werden de traminfrastructuur bij het eindpunt Tongersepoort opgeheven. Er werd toen een wissel geplaatst tussen de Tongerseweg en de Elisabeth Strouvenlaan. Het eindpunt van alle drie de tramlijnen werd toen tramstation Brusselsepoort aan het Koningin Emmaplein.
In 1911 wisselde de pachter en ging Société Anonyme Belge-Néerlandaise de Transports et Travaux, Construction & Exploitation de Chemins de Fer & Tramways (BNTT) de lijn runnen. Vanaf 1915 reden de trams niet meer over de grens wegens de Eerste Wereldoorlog. Ze keerden in Kanne. Enkele jaren na deze oorlog reden de trams weer de gehele lijn als vanouds. De NMVB ging de exploitatie zelf doen en de pachter stopte. Het aantal trams werd verminderd tot vier trams per dag in beide richtingen. In de jaren dertig kwam het Albertkanaal gereed. De tramlijn werd aangepast en over de brug bij Kanne gelegd.

### Relatie met spoorlijn 24
In 1917 kwam spoorlijn 24 gereed. Deze lijn verbindt Aken met Tongeren. Van Wonk tot Glaaien liep deze spoorlijn net als de tramlijn door het Jekerdal. Bij Bitsingen en Rukkelingen liepen beide lijnen aan dezelfde kant van het dal. In Glaaien liep onder de spoorlijn een tunnel voor de tramlijn. In 1921 werd Treinstation Bitsingen geopend en kwamen er spoorweghaltes in Wonk, Rukkelingen, Beurs en Glaaien. De laatstgenoemde spoorweghalte lag enkele honderden meters van de tramlijn.

## Ritduur

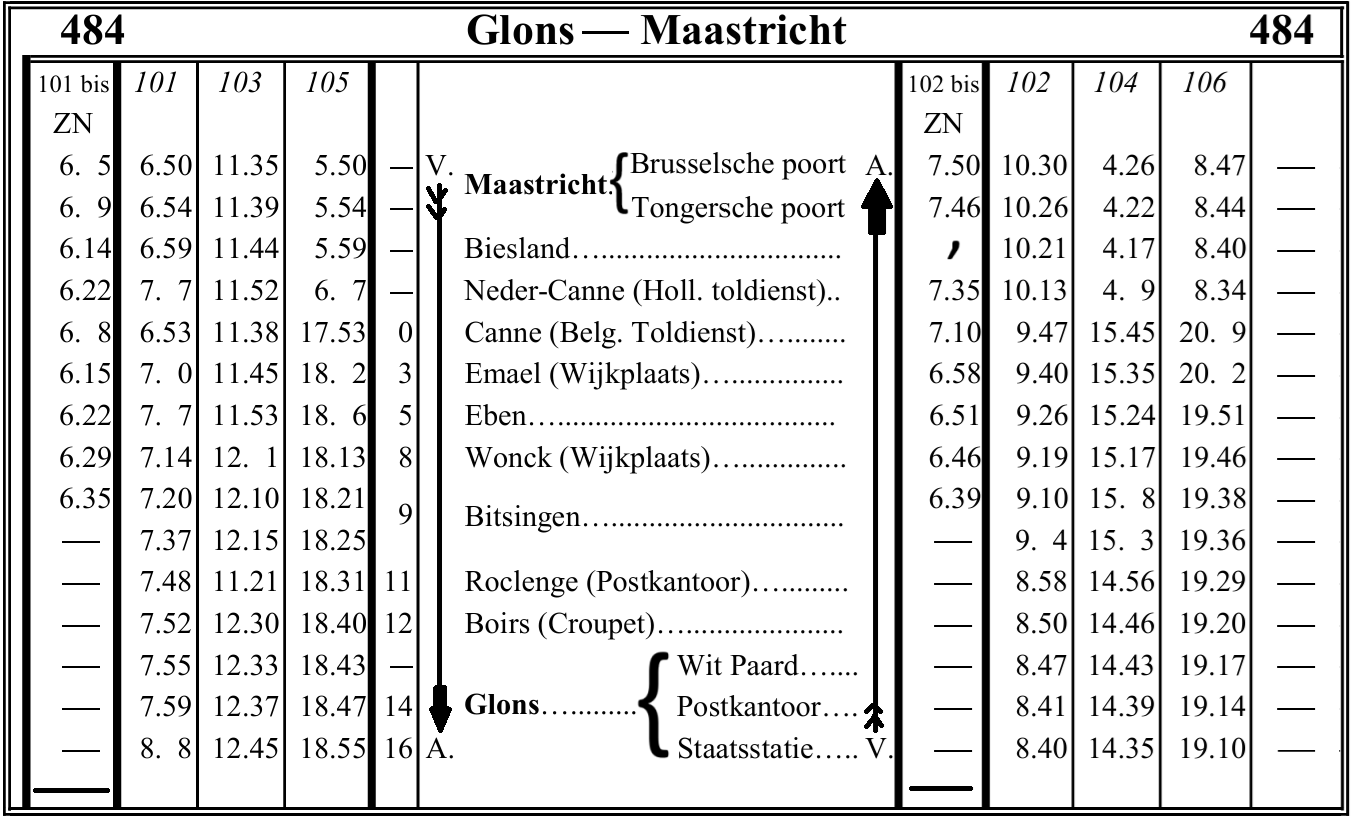
Dienstregeling per 1 oktober 1924

De ritduur van begin van de lijn tot einde was ongeveer anderhalf uur. Echter, Nederland en België hanteerden een andere tijd: België gebruikte Greenwich Mean Time
en Nederland had Amsterdamse Tijd. Dit scheelde twintig minuten. Van Maastricht naar Glaaien duurde het daarom op de klok zo’n vijf kwartier, andersom gereden bijna twee uur. In de dienstregeling werd bovendien voor het halthouden in België 24 getallen voor de uren gebruikt. In Nederland was dat tweemaal twaalf uur.

## Opheffing
Wegens oorlogsdreiging werd in december 1939 bij Fort Eben-Emael land onder water gezet. Dit trof ook de trambaan en hierdoor konden de trams hier niet meer rijden. Bovendien blies het Belgische leger op 10 mei 1940 de brug over het Albertkanaal bij Kanne op, waardoor de tramlijn onderbroken werd. Het deel in Nederland werd daarna niet meer gebruikt. Tot november 1940 hebben er nog wel trams gereden tussen Bitsingen en Eben-Emael. Op 10 april 1943 werd ook het Belgische gedeelte opgeheven. Het deel in Nederland is na 1946 opgebroken. Er liep een zijtak van de tramlijn naar de Steengroeve van Beurs. Deze zijtak en het stuk hiervandaan naar Station Bitsingen is tot 1948 gebruikt.
Het gehele traject in België was op het grondgebied van de provincie Limburg. Pas in 1963 is de Gemeente Bitsingen in het Jekerdal overgeheveld naar de Waalse Provincie Luik.
Anno 2025 rijdt er geen doorgaand openbaar vervoer meer op de route van deze opgeheven tramlijn. 

## Materieel

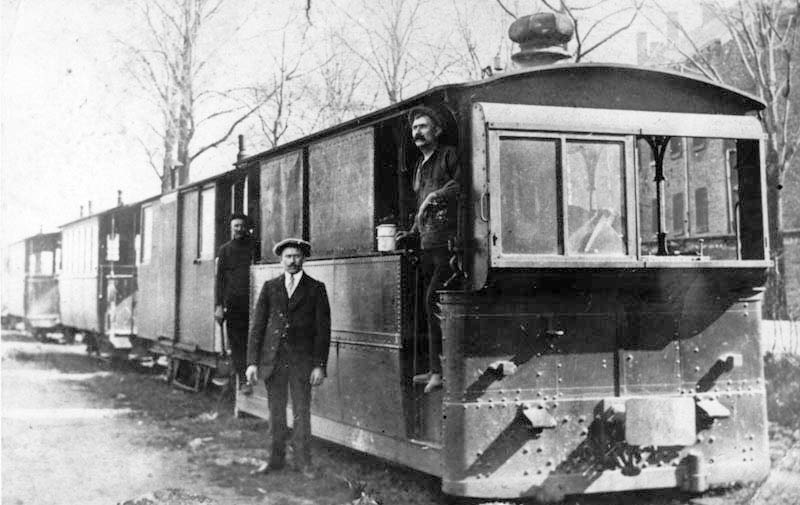
Locomotief en rijtuigen rond 1905

In eerste instantie waren er vier locomotieven. Ze waren twee en een halve meter breed en wogen zeventien ton per stuk. Daarnaast waren er drieassige locomotieven van 24 ton. In respectievelijk 1928 en 1929 kwamen er twee zesassige locomotieven voor het goederenvervoer op de lijn van 60 ton per stuk. Deze konden trams tot 350 ton trekken. Vanaf 1933 kwamen er ook trams op benzine in gebruik. 

## Overblijfselen
- Gebouw van het voormalige tramstation aan het  Koningin Emmaplein in Maastricht
- Gebouw van het voormalige tramstation in Neerkanne
- Café De Tramhalte aan Cannerplein Maastricht
- Straatnamen in Kanne: Statiestraat, Statieplein en Oude Tramweg
- Straatnaam: Rue du Vicinal in Eben. Het Franse vicinal betekent in het Nederlands ‘plaatselijk’ of ‘buurt-’ en is een afkorting voor buurtspoorweg in Franstalig Wallonië
- Bruggenhoofden van de Jekerbrug bij Emael.
- Tramremise te Bitsingen.
- Voormalige tramstation Glaaien met huidig adres Rue de la Station 9.
- Voormalige locomotievenloods met huidige adres Val d'Oborne 12.

In Bitsingen is een straatnaam Chemin du tram. Hierover ging echter tramlijn 581 en niet de 484.

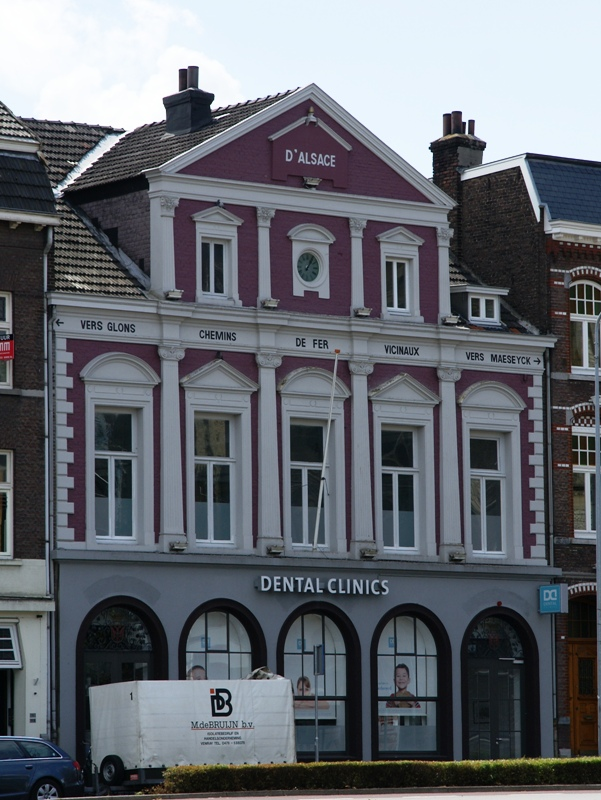
Voormalig tramstation aan het Koningin Emmaplein te Maastricht
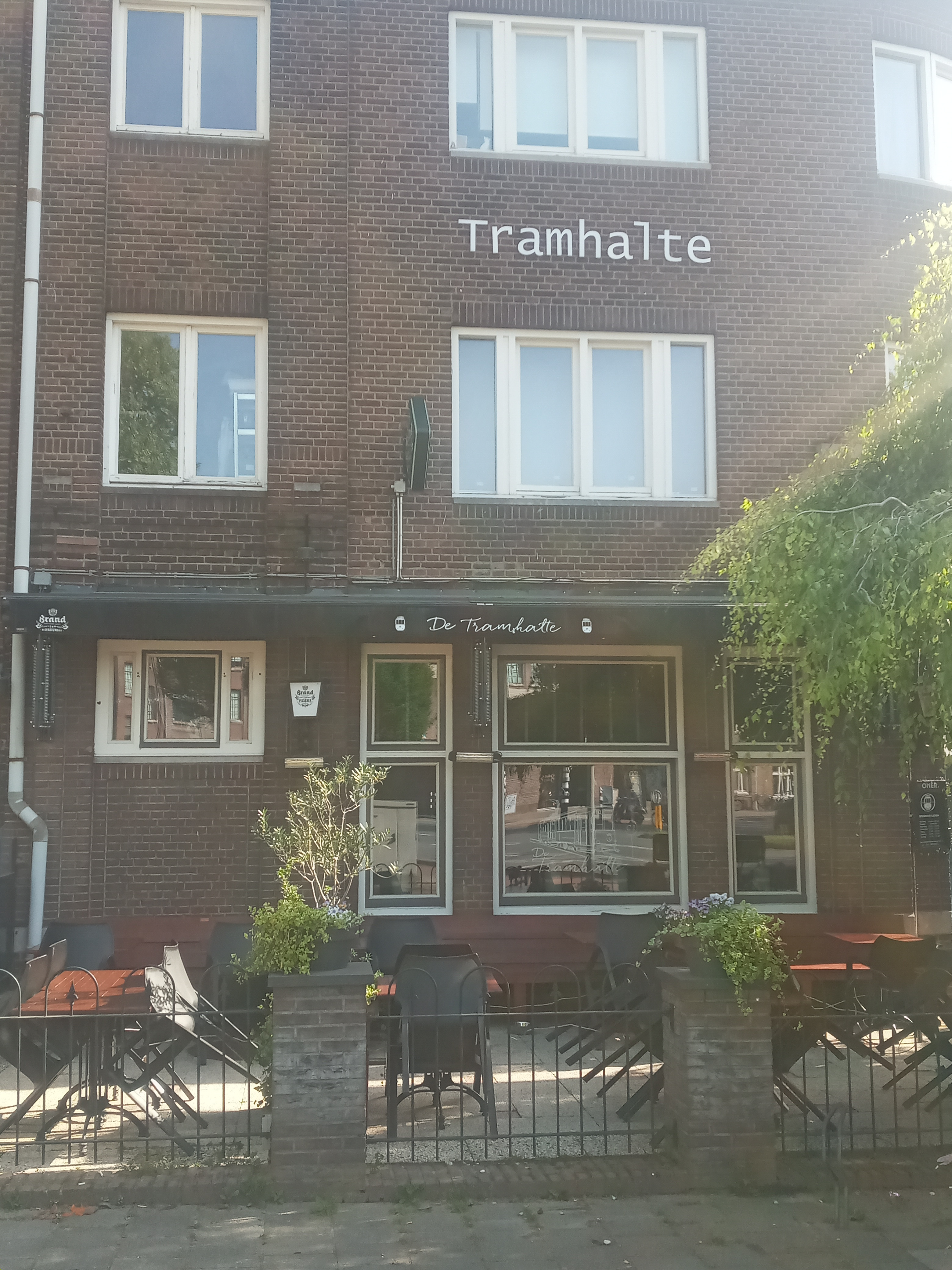
Café De Tramhalte te Maastricht
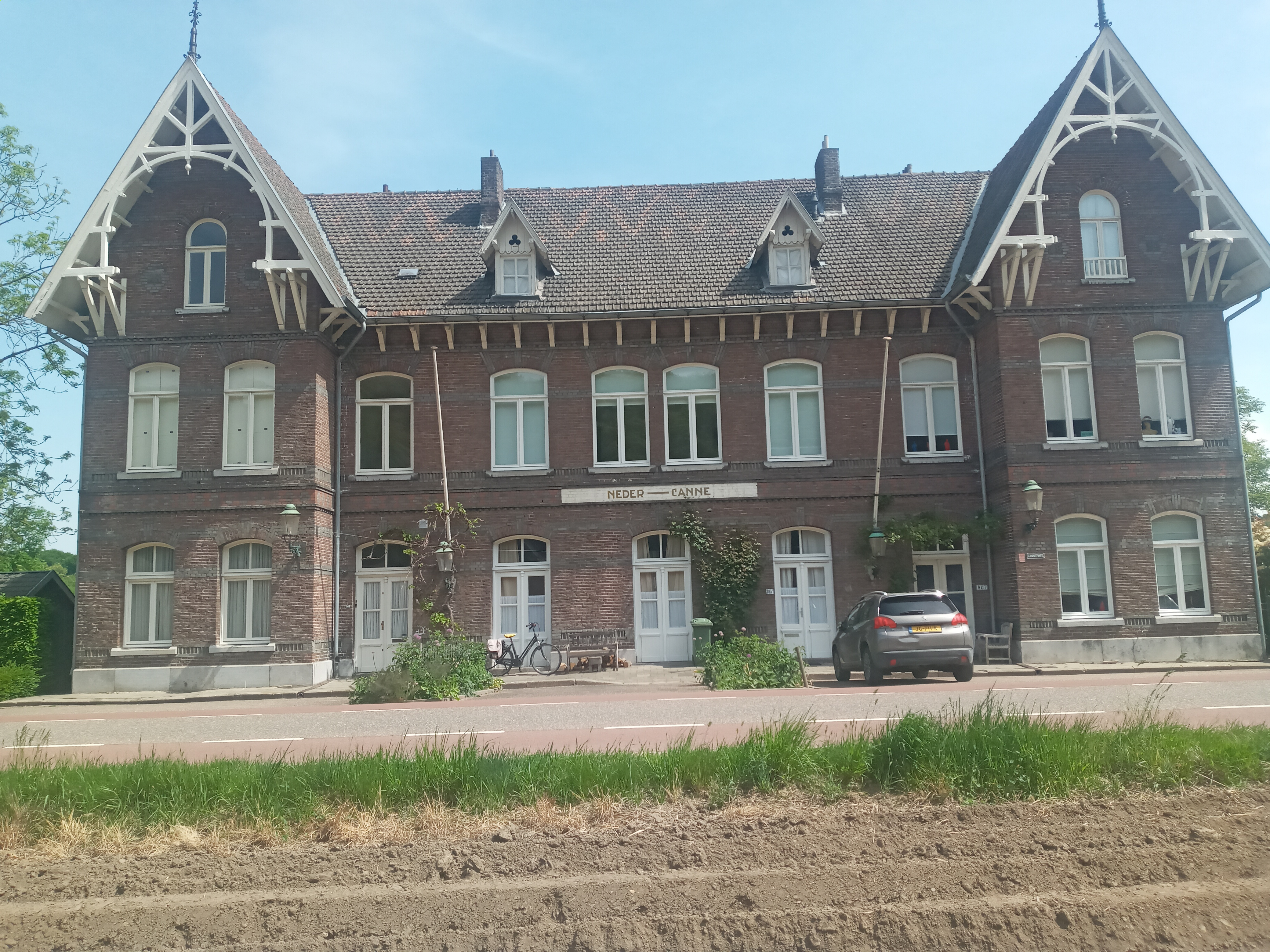
Voormalig tramstation Neder-Canne
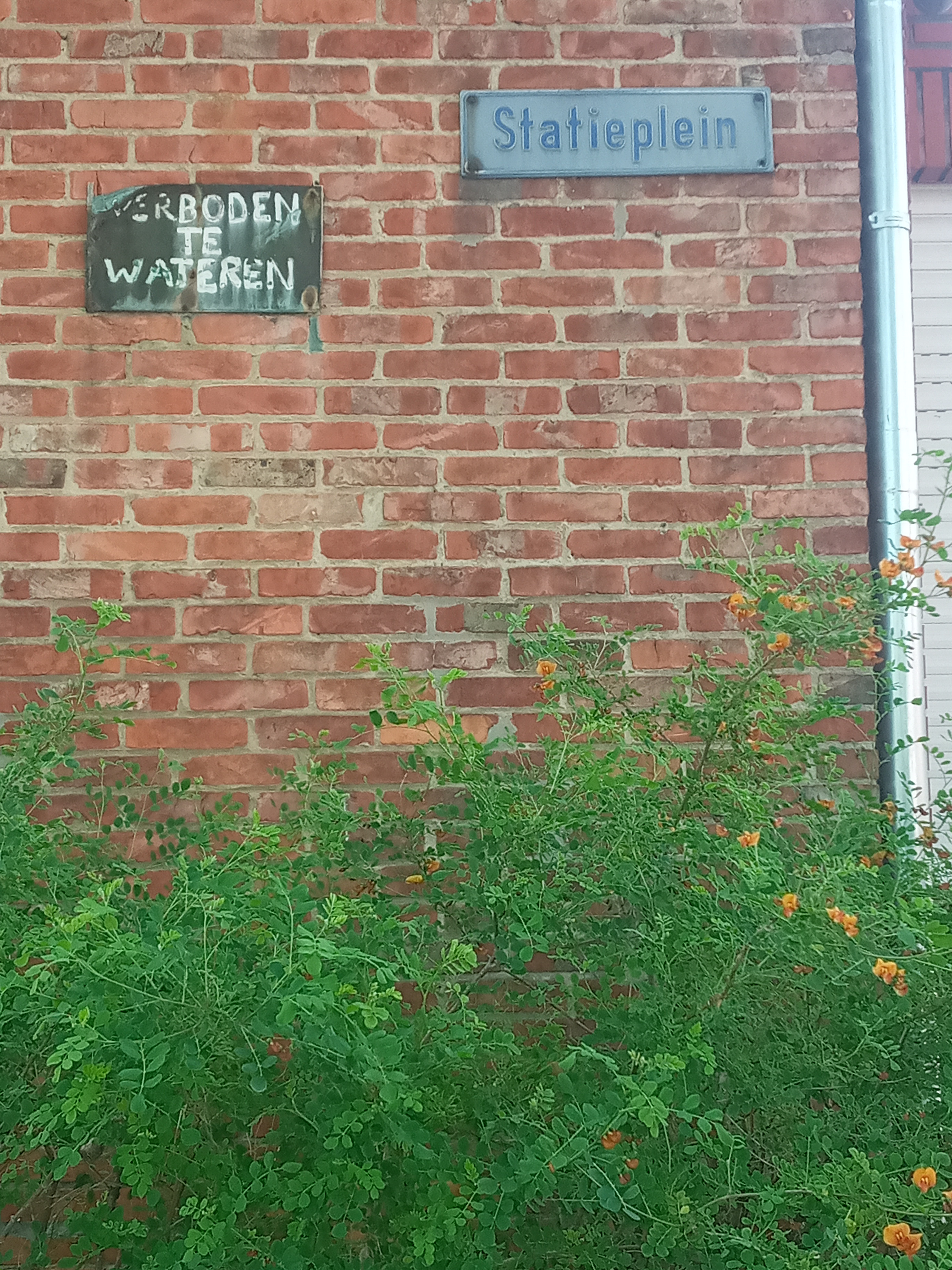
Statieplein te Kanne
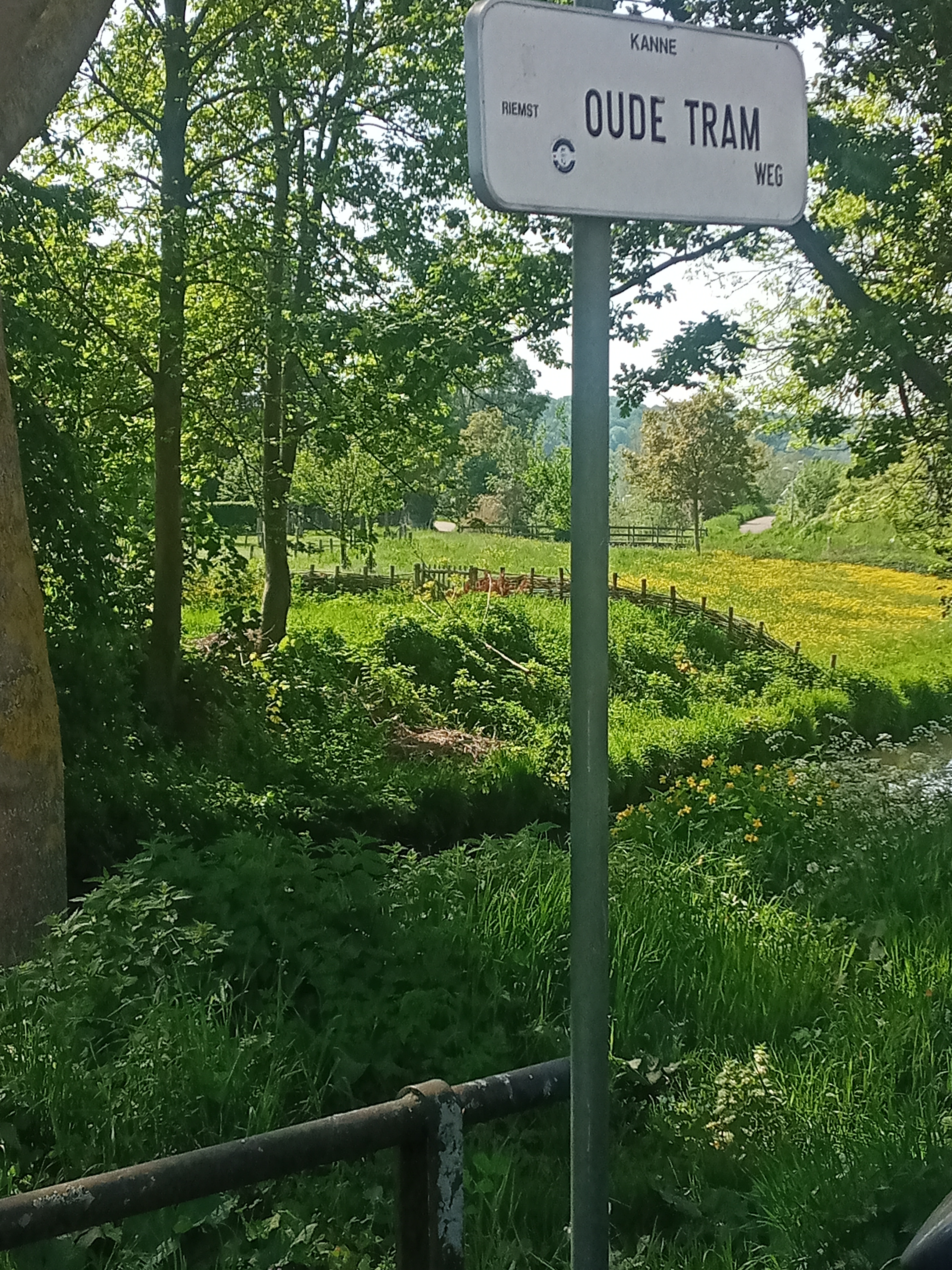
Oude Tramweg te Kanne
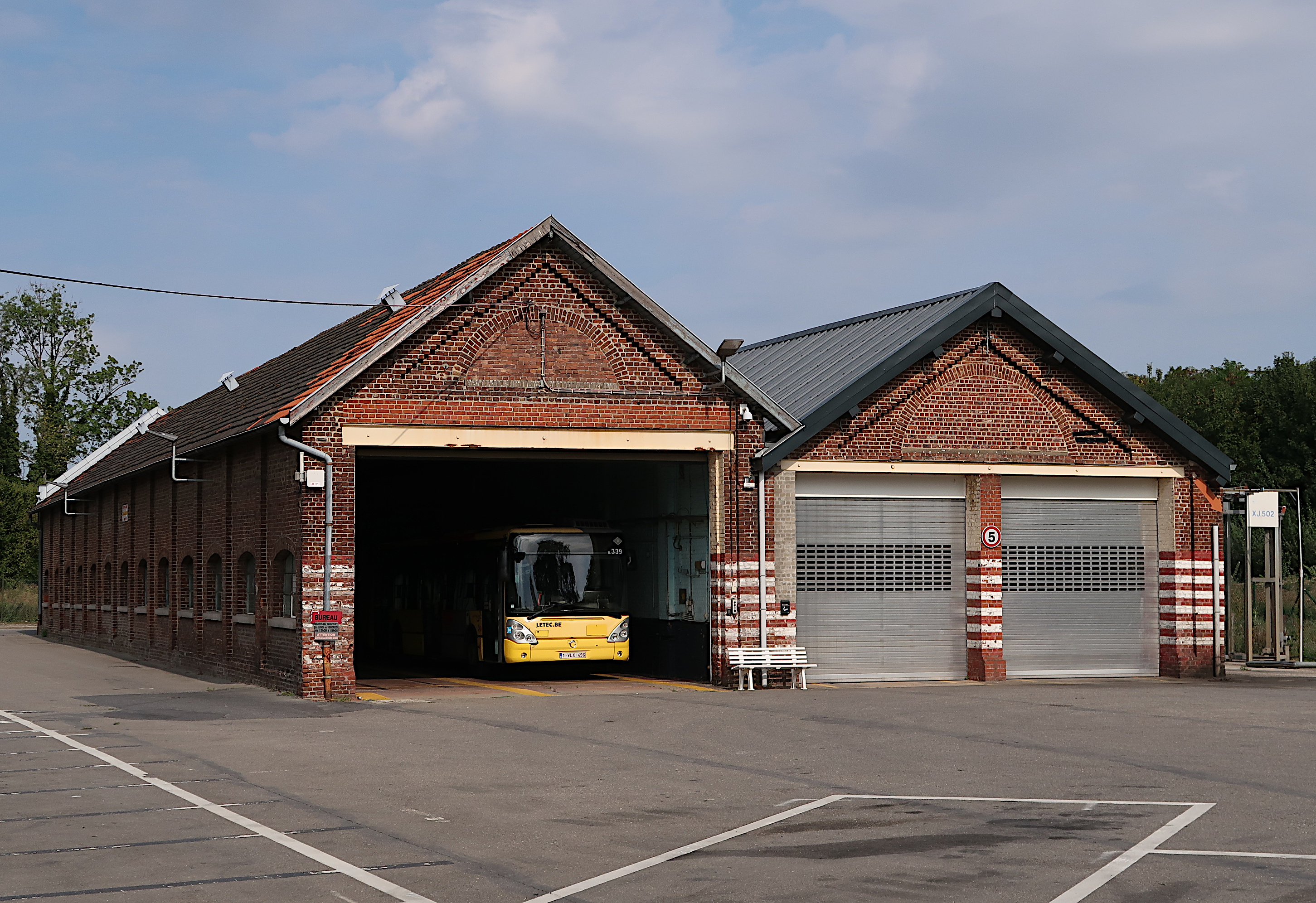
Voormalige tramremise in Bitsingen
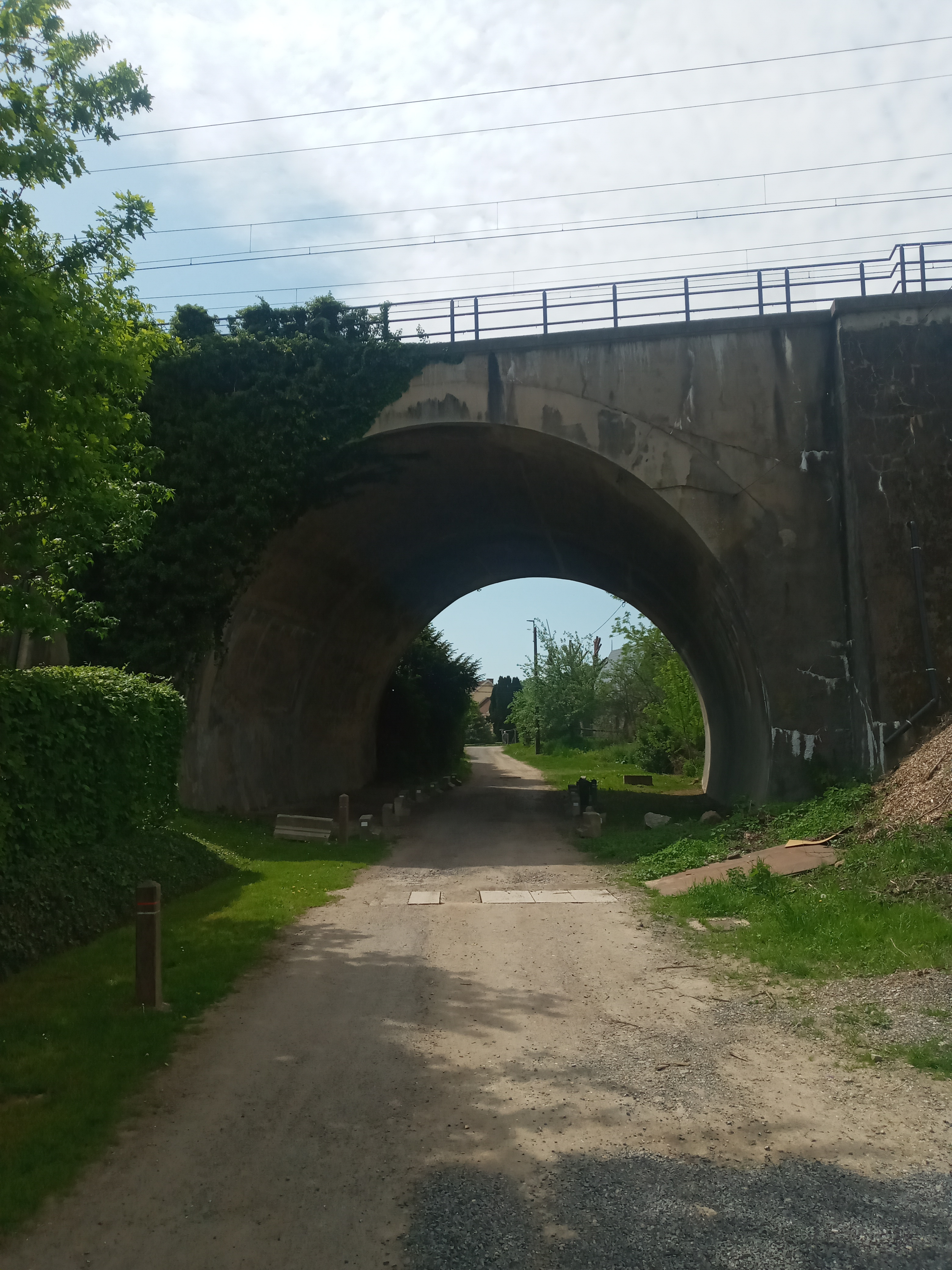
Tunnel onder spoorlijn 24 te Glaaien waar tram doorheen ging.
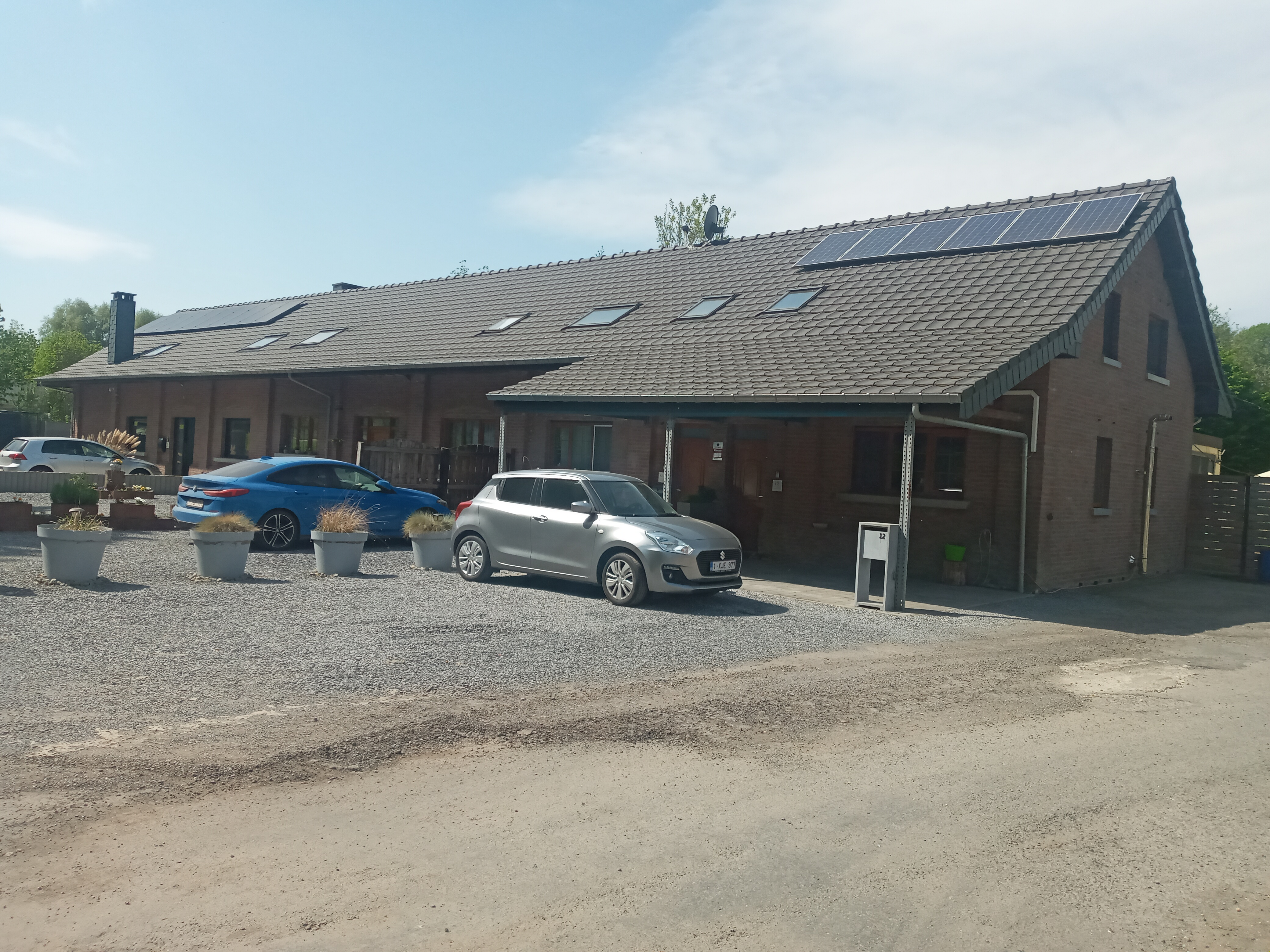
Voormalige locomotievenloods te Glaaien